# Кастильо, Эрик дель
Эрик дель Кастильо (полное имя — Хосе Эдуардо Эрик дель Кастильо-Негрете Гальван (исп. J. Eduardo Eric Del Castillo-Negrete Galván); род. 22 июля 1934, Селая, Гуанахуато, Мексика) — известный мексиканский актёр, звезда Золотого века мексиканского кинематографа, внесший значительный вклад в развитие мексиканского кинематографа — 225 работ в кино и телесериалах в качестве актёра, режиссёра и сценариста. Отец актрисы Кейт дель Кастильо.

## Биография
Эрик дель Кастильо родился в семье пожарника Эдуардо дель Кастильо-Негрете Гальвана (1907—1948) и сельской учительницы Авроры Гальван - Веленсуэлы (1901—1992). Его отец происходил из знатной испанской семьи Толедо. Родители развелись когда Эрик дель Кастильо был ещё маленьким и в 1945 году мать вышла замуж второй раз. Отец Эрика дель Кастильо погиб во время пожара магазина бытовой техники. После смерти отца правительство выдало стипендию детям погибших пожарников для учёбы в любой школы Мексики. В 1954 году Эрик дель Кастильо поступил в университет театра, кино (АНДА) под руководством Андреса Солера. На протижении многих лет Эрик дель Кастильо олицетворяет энергичных и грубых персонажей.

## Фильмография

### Избранные телесериалы
- 1974 — «Мир игрушки»
- 1985—2007 — «Женщины, случаи из реальной жизни»
- 1995 —
  - «Алондра» — Бальдомеро.
  - «Мария из предместья» — судья.
  - «Узы любви» — Священник.
- 2006 — «Скрытая правда, или Наш секрет» — Грегорио Пинеда.
- 2010 — «Я твоя хозяйка» — Федерико Монтесинос.
- 2011-н. в. — «Как говорится» — Руфино Саенс.
- 2016 — «Трижды Ана» — Эваристо.

### Избранные фильмы
- 1961 — «Проклятие Нострадамуса»
- 1962 — «Ангел-истребитель»

### Избранные документальные фильмы
- 1993 — «Память мексиканского кино»

## Семья
Первая жена Роксанне Беллини.
23 мая 1969 женится на Кейт Триллио Грехман.
Дети:
- от первого брака — Сын Эстебан (19 ноября 1965) юрист;
- от второго брака — Дочь Вероника (2 января 1970);
- от второго брака — Дочь Кейт (23 октября 1972) актриса;